# Unitat perifèrica d'Imathia
La unitat perifèrica d'Imathia (en grec: Nομός Ημαθίας) és una unitat perifèrica grega de la Macedònia Central, correspon a l'antiga prefectura d'Imathia. La capital és Véria.

## Municipis
| Municipi         | codi YPES | Codi postal | Prefix telefònic |
| ---------------- | --------- | ----------- | ---------------- |
| Alexandreia      | 1801      | 593 00      | 23330-2          |
| Anthèmia         | 1802      | 590 35      | 23320-41         |
| Antigonides      | 1803      | 591 00      | 23310-39         |
| Apostolos Pavlos | 1804      | 590 33      | 23310-41         |
| Dovras           | 1807      | 591 00      | 23310-51         |
| Eirinoupoli      | 1808      | 590 34      | 23320-4          |
| Makedonida       | 1809      | 591 00      | 23310-9          |
| Meliki           | 1810      | 590 31      | 23310-81         |
| Naousa           | 1811      | 592 00      | 23320-2          |
| Plati            | 1812      | 590 32      | 2330-63          |
| Vergina          | 1805      | 590 31      | 23310-92         |
| Véria            | 1806      | 591 00      | 23310            |